# Fibrillin

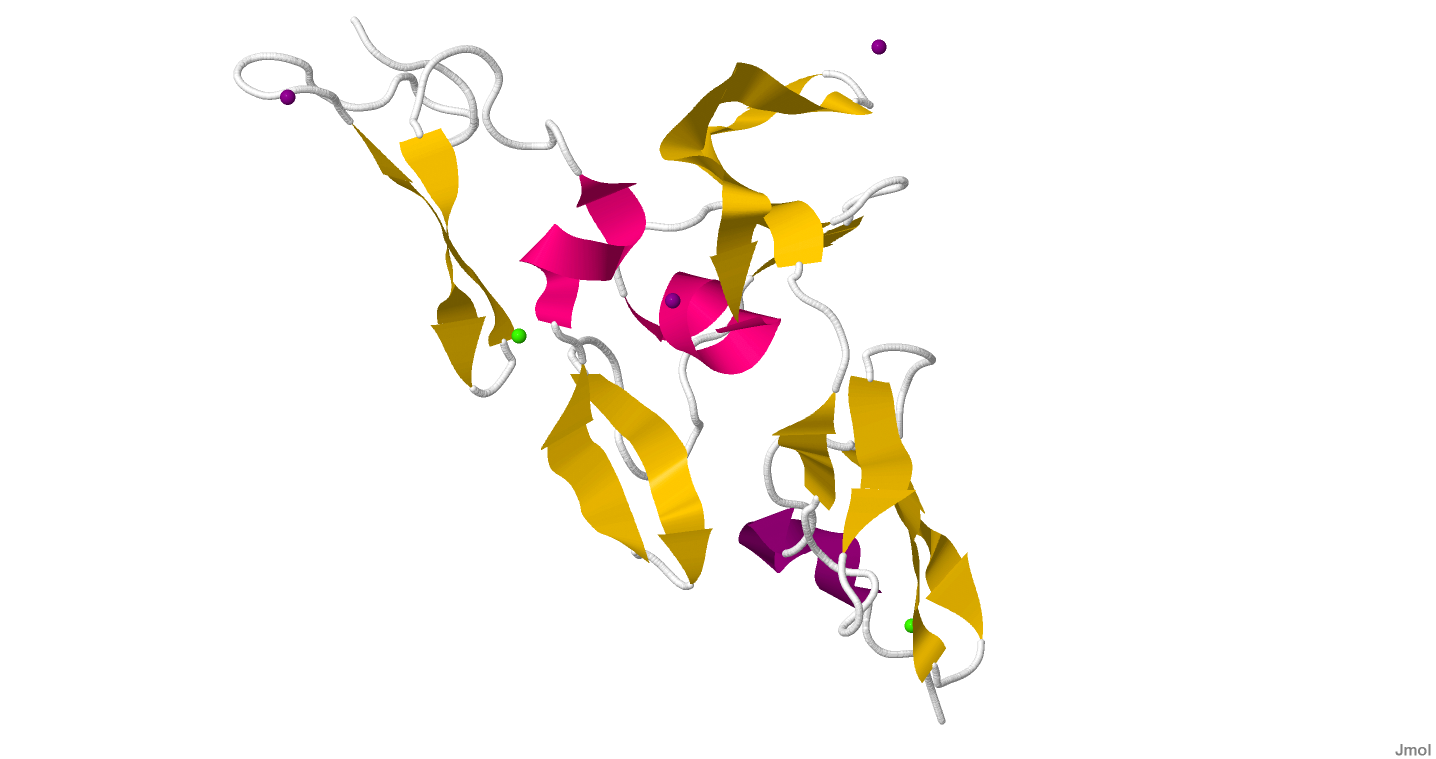
Kristallografisk struktur av cbEGF9-hybrid2-cbEGF10-regionen av humant fibrillin 1.

Fibrillin är ett glykoprotein som är nödvändigt vid skapandet av de elastiska fibrerna i bindväv. Fibrillin utsöndras i den extracellulära matrisen genom fibroblaster och införlivas i de olösliga mikrofibrillerna, som verkar ge en byggnadsstruktur för deponering av elastin.

Det finns ingen fullständig, högupplöst struktur av fibrillin-1. Istället har korta fragment producerats genom rekombinationer och deras strukturer lösts genom röntgenkristallografi eller med NMR-spektroskopi. Ett aktuellt exempel är strukturen hos fibrillin-1 hybrid 2-domänen, i anslutning till dess flankerande kalciumbindande epidermala tillväxtfaktordomäner, som bestämdes med hjälp av röntgenkristallografi till en upplösning av 1,8 Å. Mikrofibrillerna som består av fibrillinprotein är grunden till olika cellmatrisinteraktioner i människokroppen.

## Kliniska aspekter
Marfans syndrom är en genetisk störning i bindväven orsakad av defekt FBN1-gen. Mutationer i FBN1 och FBN2 är också ibland förknippad med ungdomars idiopatiska skolios.

## Typer

### Fibrillin-1
Fibrillin-1 är en huvudkomponent i mikrofibrillerna som bildar en mantel som omger det amorfa elastinet. Man tror att mikrofibrillerna består av end-to-end-polymerer av fibrillin. Hittills har 4 former av fibrillin beskrivits. Fibrillin-1-proteinet isolerades av Engvall 1986, och mutationer i FBN1-genen orsakar Marfans syndrom.
Detta protein finns hos människor, och dess gen finns på kromosom 15. För närvarande har mer än 1 500 olika mutationer beskrivits.

### Fibrillin-2
Fibrillin-2 isolerades 1994 av Zhang och tros spela en roll i tidig elastogenes. Mutationer i fibrillin-2-genen har kopplats till Beals syndrom.

### Fibrillin-3
På senare tid beskrivs fibrillin-3 och tros huvudsakligen finnas i hjärnan. Tillsammans med hjärnan har fibrillin-3 lokaliserats i gonaderna och äggstockarna hos fältmöss.

### Fibrillin-4
Fibrillin-4 upptäcktes först i zebrafisk och har en sekvens som liknar fibrillin-2.